# سولومون موريس
سولومون موريس (بالإنجليزية: Solomon Morris)‏ (16 يونيو 1990 بفريتاون في سيراليون - ) هو لاعب كرة قدم سيراليوني في مركز حراسة المرمى. شارك مع منتخب سيراليون لكرة القدم. أما مع النوادي، فقد لعب مع نادي روان ونادي كويفيلي.

## وصلات خارجية
- سولومون موريس على موقع قاعدة بيانات كرة القدم.إي يو (الإنجليزية)
- سولومون موريس على موقع ناشيونال فوتبول تيمز (الإنجليزية)
- سولومون موريس على موقع Soccerway.com (الإنجليزية)